# نيكي دي سانت فال

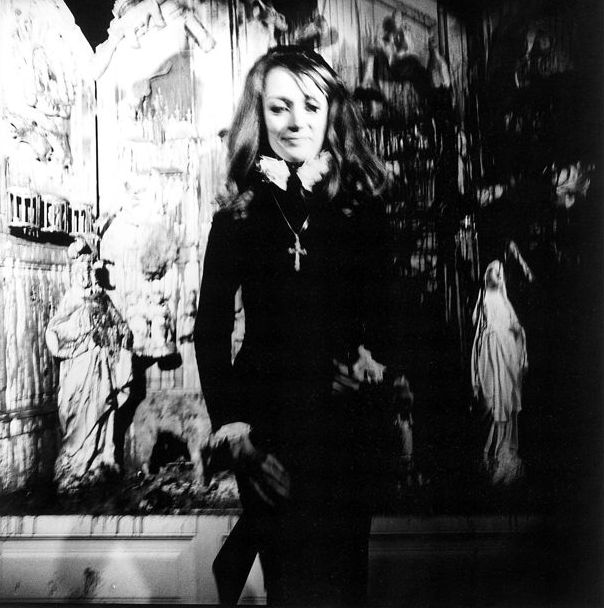
Niki de Saint Phalle

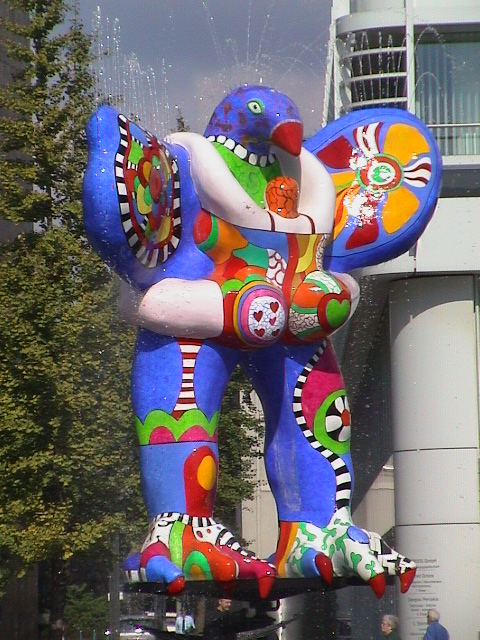
نافورة في دويزبورغ

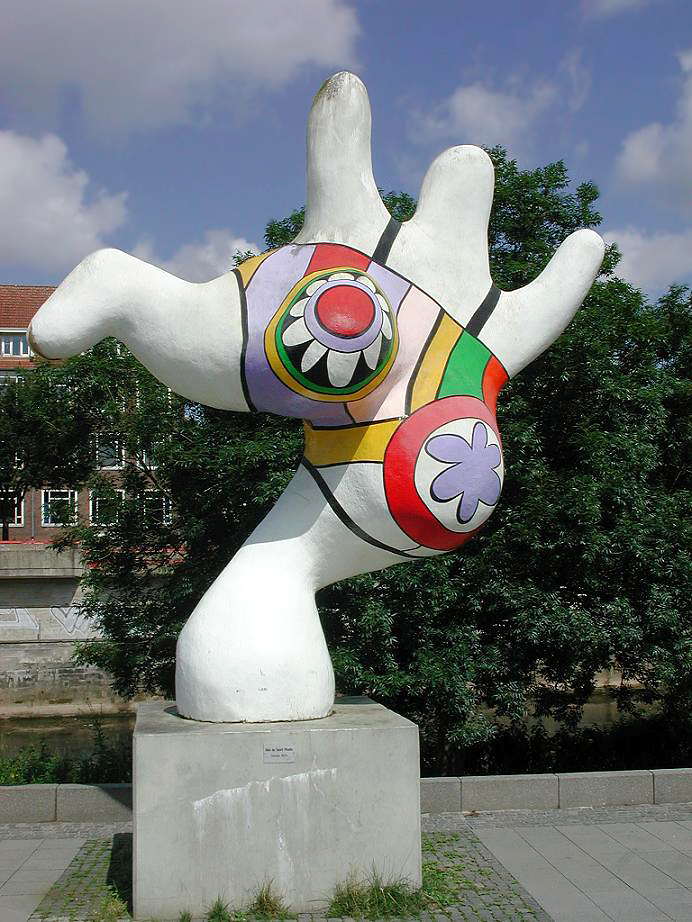
تمثال نانا في أحد شوارع هانوفر.

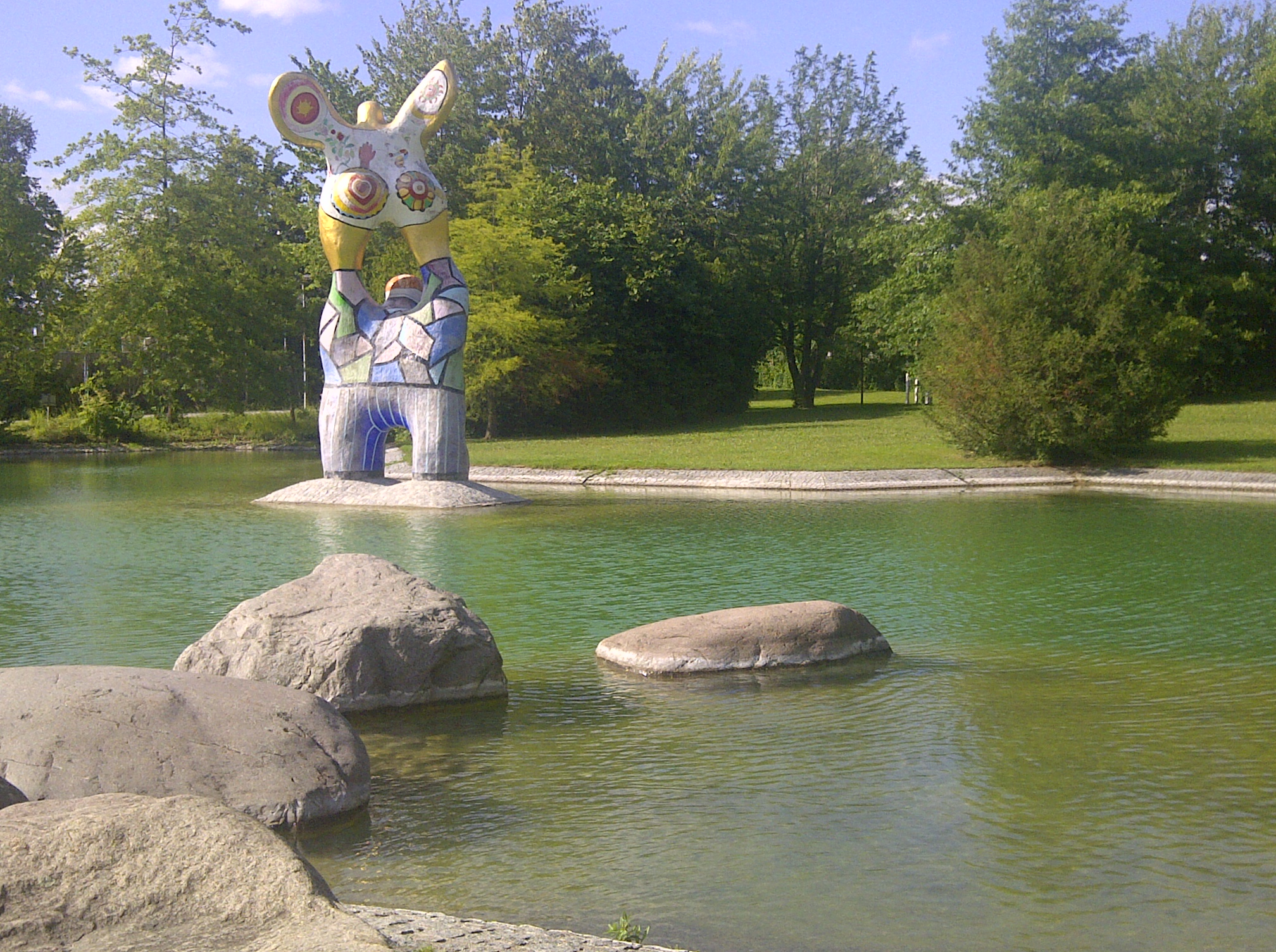
الشاعر وملهمته ، من اعمال نيكي في جامعة أولم ، ألمانيا.

نيكي دي سانت فال (بالفرنسية: Niki de Saint Phalle) (* 29 أكتوبر 1930 في «نيلي سور سين»; † 21 مايو 2002 في سان ديغو)؛ وأصل اسمها «كاثرين ماري-أجنس فال دي سانت فال»،') هي فنانة تشكيلية فرنسية-سويسرية برعت في فن الرسم والتشكيل. اشتهرت في ألمانيا بما أنتجته من تماثيل نانا، وزين شارع كبير في هانوفر بتماثيلها منذ عام 1974، وهو شارع «لايبنتز أوفر» الذي يؤدي إلى جامعة هانوفر وإلى حدائق ملوك هانوفر.

## حياتها
ولدت نيكي دي سانت فال في باريس ولكنها أمضت فترة حياتها الأولى في الولايات المتحدة، ولما تزوجت من «جين تينغلي» في عام 1971 فاخذت الجنسية السويسرية. وكانت هناك صداقة متينة بين عائلة تينغلي مع محب ومجمع الفنون «تيودور آرنزبرغ».
الفنون.
زارن نيكي دي سانت فال مدرسة الراهبات «ساكر كور» بين عامي 1936 إلى 1945 في نيويورك. وعندما كانت في عمر الحادية عشر اعتدى عليها والدها جنسيا، فكانت فزعة أدت بها إلى العلاج النفساني عن طريق فن الرسم.
وقالت عن نفسها:
تزوجت نيكي بعد ذلك وانجبت أطفالا وعاشت حياتها في الإنتاج الفني الذي يميزها.

## فنها
فن نيكي من اتجاه «البوب آرت». وتعبر نيكي دي سانت فال عن نفسها بتماثيل نانا الضخمة الملونة. أصبح تعبير «نانا» في الفرنسية يعبر عن هيئة أنثوية حديثة، واثقة بنفسها، معتزة بشخصيتها وفوق ذلك تجذب الرجال. وقد عبرت الفنانة نيكي عن مبدئها وقالت «إن القوة لنانا» وبدأت أعمالها خلال الستينيات من القرن الماضي أثناء الحركة النسائية لتحرير المرأة والانفتاح في العلاقات بلا قيود. أنتجت أول تماثيل للمرأة الضخمة في عام 1965 وعرضتها في باريس. وظلت في تمثيل تلك التماثيل الضخمة ذات الانوثة الطاغية المرحة الراقصة بألوان زاهية في أحجام فوق الطبيعية، وأنتجت من تلك «النانا» العديد من التشكيلات.
كما قامت بأعمال فنية كبيرة في ستوكهولم وفي باريس وفي سويسرا وفي ألمانيا.

## معرض صور

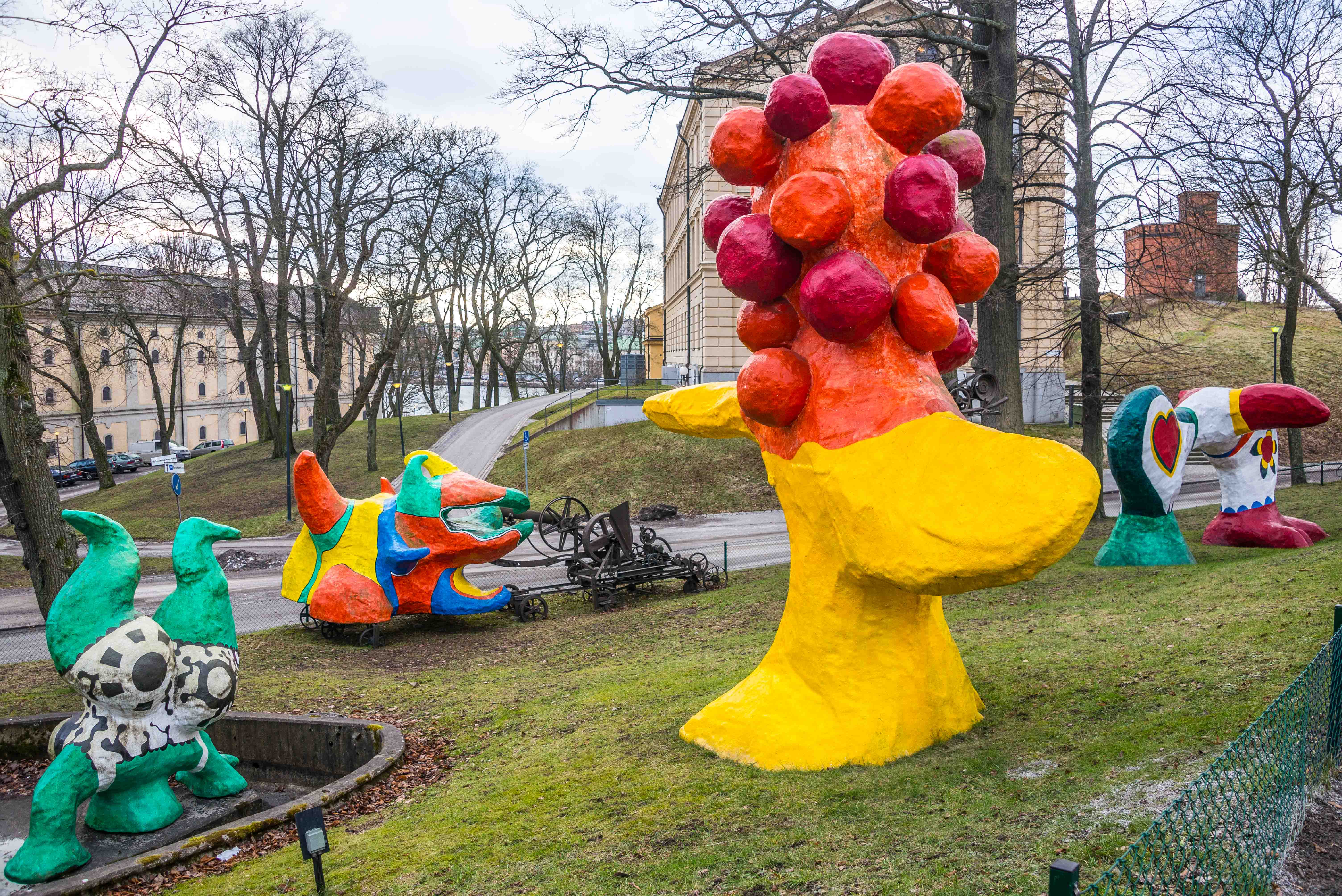
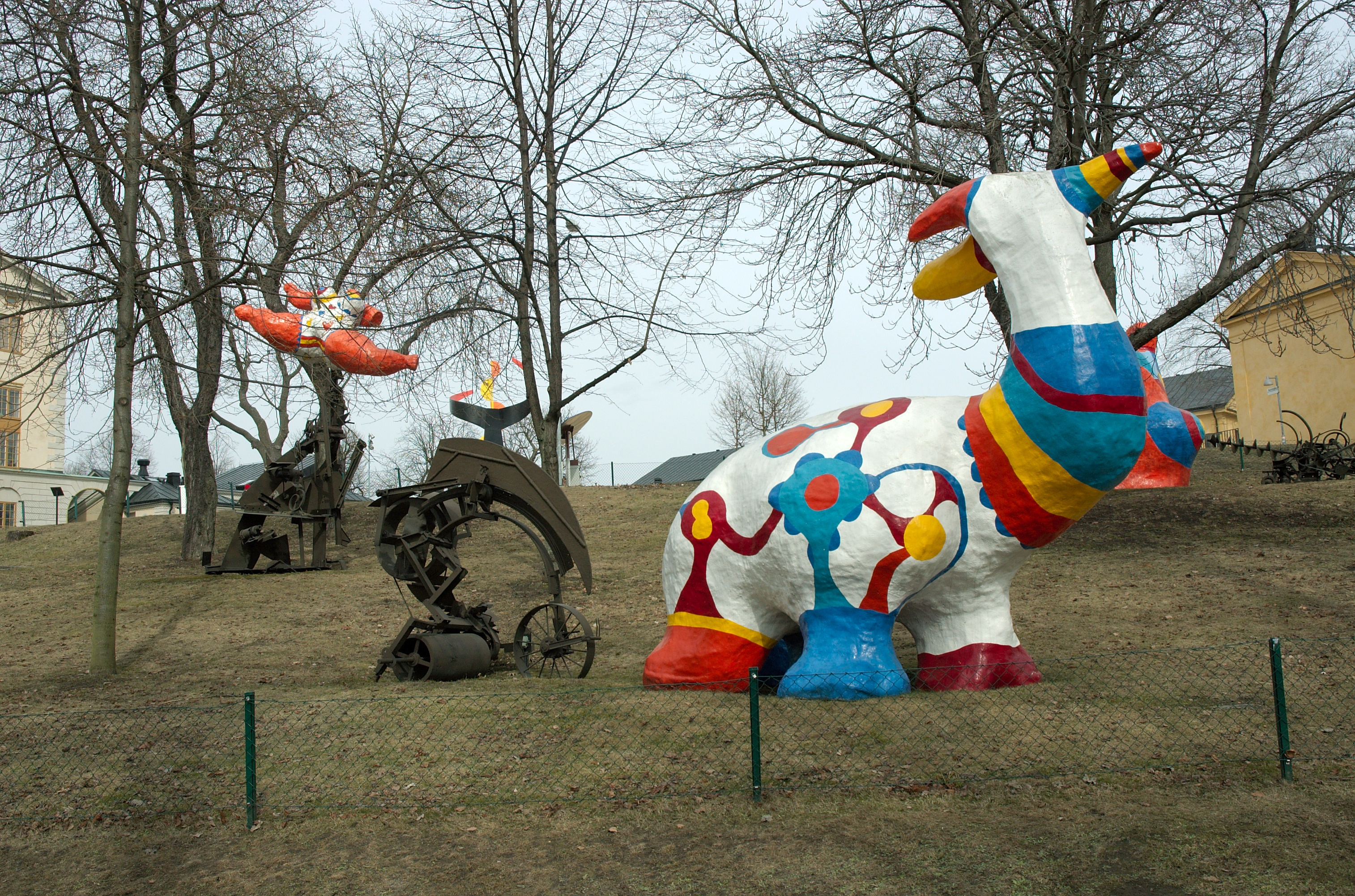
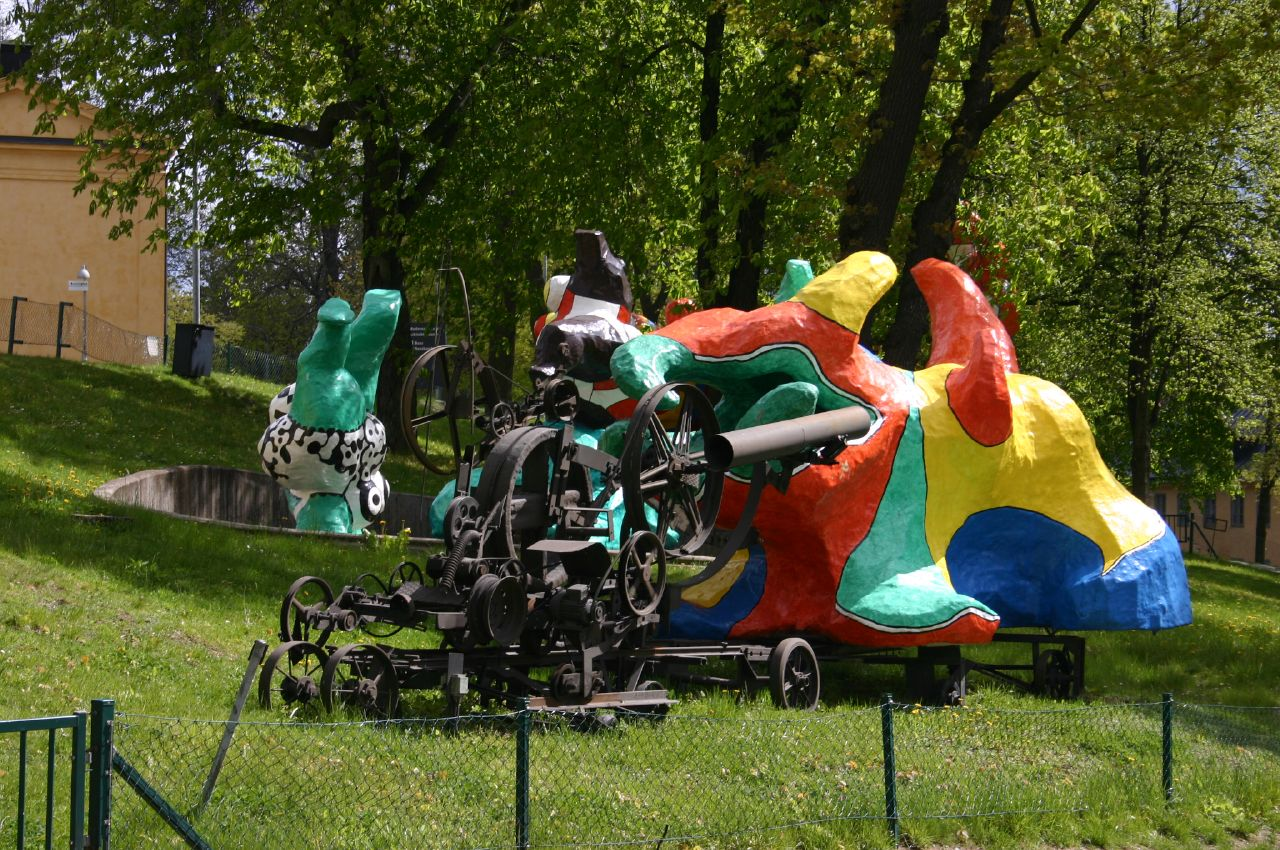
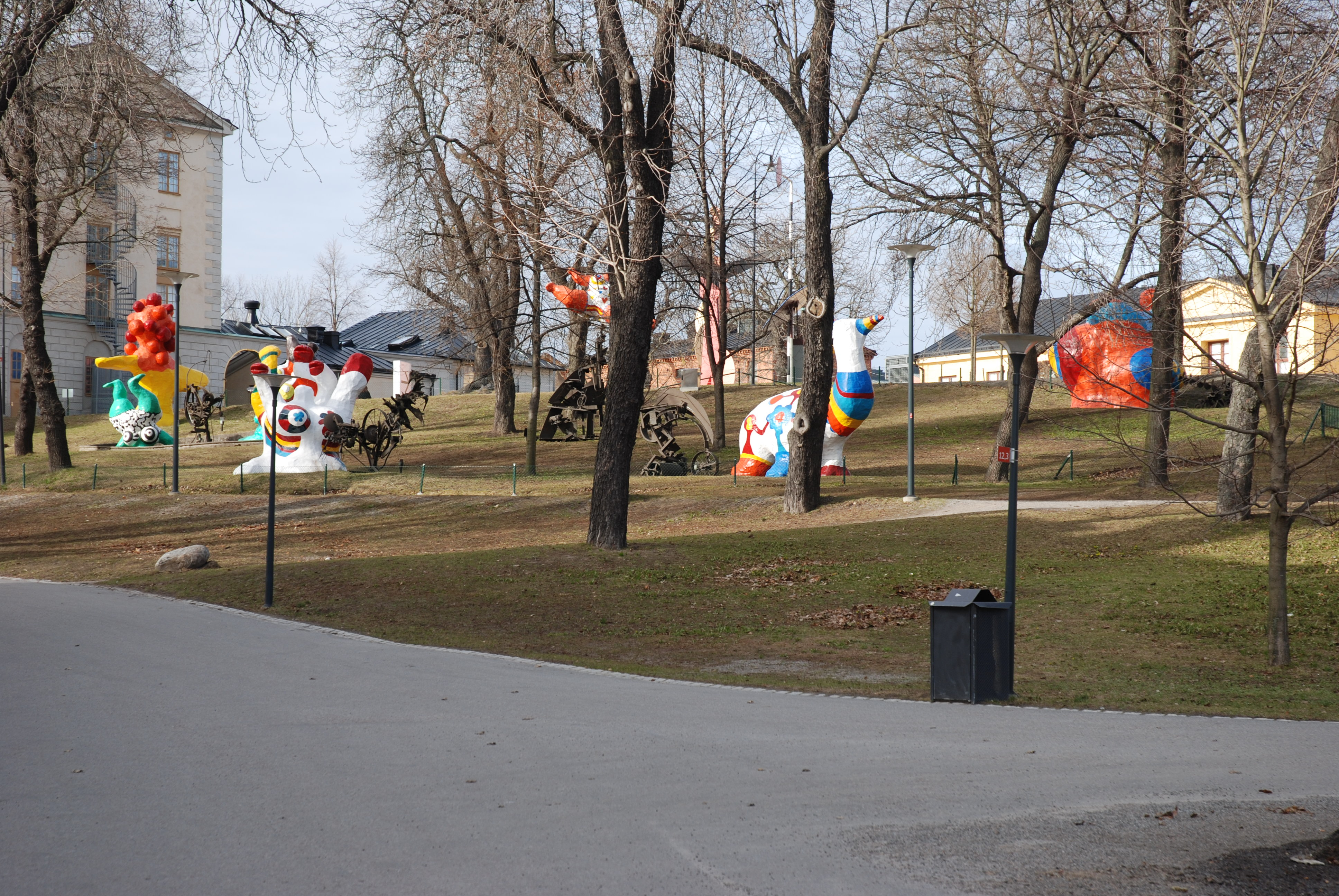
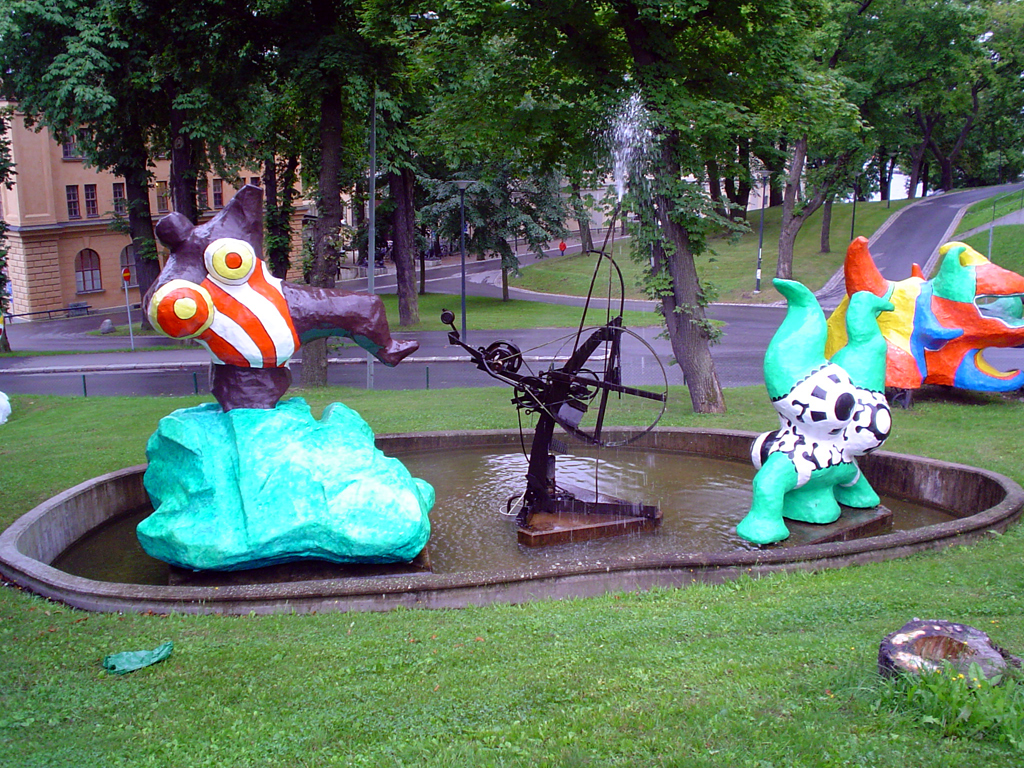
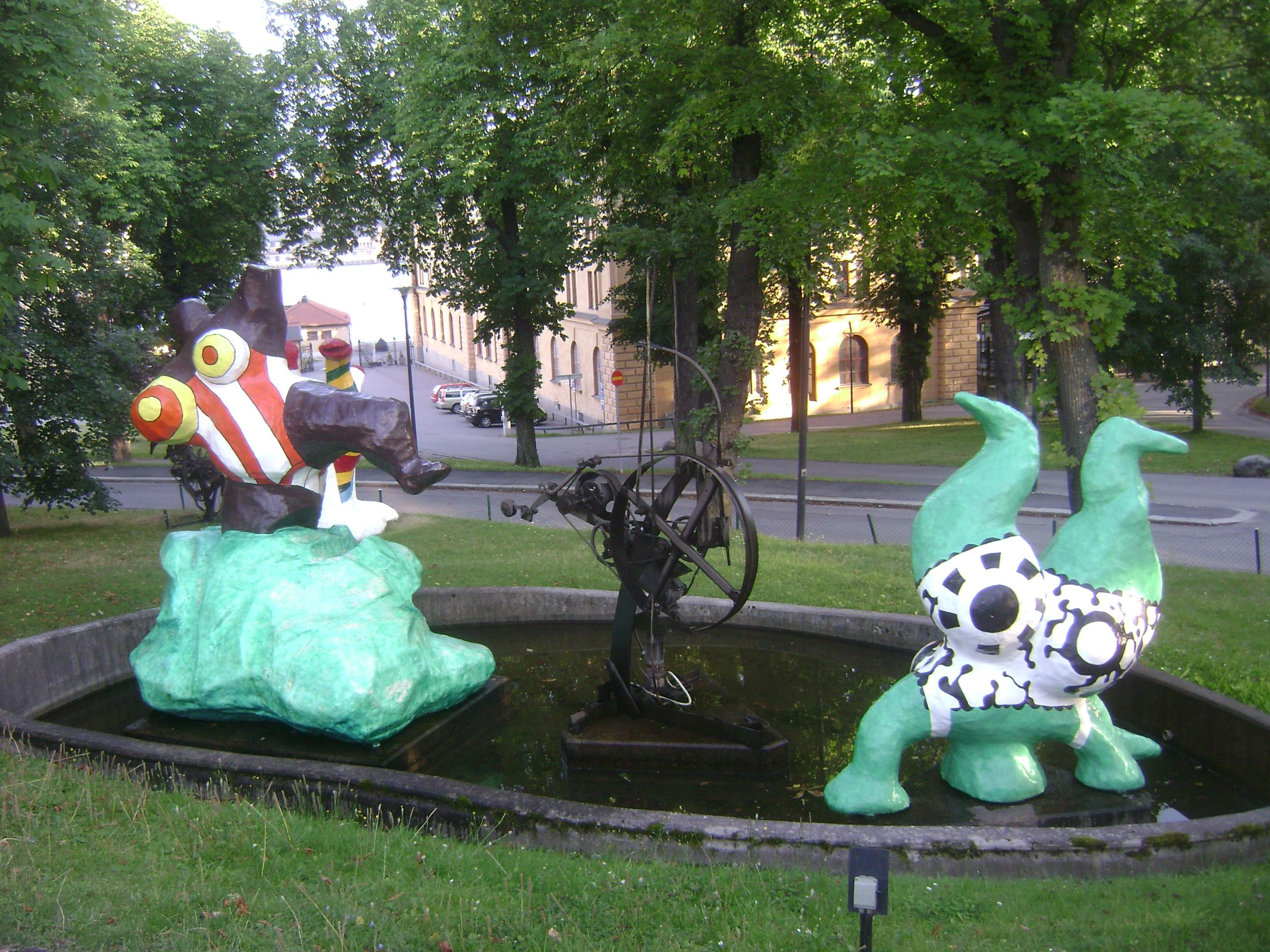

## روابط خارجية
- نيكي دي سانت فال على موقع IMDb (الإنجليزية)
- نيكي دي سانت فال على موقع الموسوعة البريطانية (الإنجليزية)
- نيكي دي سانت فال على موقع مونزينجر (الألمانية)
- نيكي دي سانت فال على موقع ألو سيني (الفرنسية)
- نيكي دي سانت فال على موقع قاعدة بيانات الأفلام السويدية (السويدية)
- نيكي دي سانت فال على موقع ديسكوغز (الإنجليزية)
- نيكي دي سانت فال على موقع قاعدة بيانات الفيلم (الإنجليزية)
- نيكي دي سانت فال على موقع كينوبويسك (الروسية)

## اقرأ أيضا
- هندرت فاسر
- سلفادور دالي
- بيكاسو
- تماثيل نانا
- أنطوني غاودي*أديلايد لابيه جيار
- إليزابيث لويز فيغ لوبرون
- برث موريسو
- دورا مار
- روسا بونهور
- سونيا ديلوناي
- ماري غابرييل كابيت